# David Niven (autor)
David Niven, Ph.D., é um psicólogo, cientista social e autor da série Os 100 Segredos. Seus livros venderam mais de 1 milhão de cópias nos EUA e foram traduzidos em 30 idiomas.

## Biografia
David Niven nasceu em Columbus, Ohio, onde se formou e lecionou na Universidade Estadual de Ohio, David também lecionou na Universidade Atlântica da Flórida.
Certo dia, ao visitar o subsolo da biblioteca da Universidade Estadual de Ohio, David Niven percebeu que as principais obras sobre desenvolvimento pessoal e relações interpessoais jamais chegavam às mãos das pessoas que mais precisavam delas. Havia pesquisas sobre satisfação com a vida, relacionamentos, prosperidade, parentalidade, toda sorte de coisas boas. Mas nenhuma pessoa normal iria ao porão para ler sobre como eles poderiam melhorar suas vidas. E se o fizessem, encontrariam os relatórios cheios de jargão abafado produzido por acadêmicos escrevendo para impressionar outros acadêmicos. Mais tarde naquele dia, David lançou um projeto para levar essa pesquisa a pessoas que poderiam usá-la. Hoje, David é conhecido internacionalmente por traduzir descobertas de pesquisas poderosas em conselhos práticos que qualquer um pode aplicar em suas vidas diárias.  Publicados em mais de duas dúzias de idiomas, os livros de David mostram que uma vida mais satisfatória pode ser obtida com mudanças pequenas e sustentáveis em nossas ações e atitudes..
Suas pesquisas foram publicados em "Social Science Quarterly", "The Journal of Black Studies" e "The Harvard International Journal of Press and Politics". David Niven recebeu prêmios da Universidade Estadual de Ohio e da Universidade de Harvard.

## Livros

### Livros lançados no Brasil
- Os 100 Segredos das Pessoas Felizes (2002)
- Os 100 Segredos das Pessoas de Sucesso (2002)
- Os 100 Segredos dos Bons Relacionamentos (2003)
- Os 100 Segredos das Pessoas Saudáveis (2004)
- 100 Segredos das Famílias Felizes (2007)
- Click - Como Resolver Problemas Insuperáveis (2016)

### Livros lançados nos Estados Unidos
- The 100 Simple Secrets of Happy People (2001)
- The 100 Simple Secrets of Successful People (2002)
- The 100 Simple Secrets of Great Relationships (2002)
- The 100 Simple Secrets of Healthy People (2003)
- The 100 Simple Secrets of Happy Families (2004)
- The 100 Simple Secrets of the Best Half of Life (2005)
- The Simple Secrets for Becoming Healthy, Wealthy, and Wise (2006)
- The 100 Simple Secrets Why Dogs Make Us Happy (2007)
- Up! - A Pragmatic Look at the Direction of Life (2010)
- It's Not About the Shark - How to Solve Unsolvable Problems (2014)